# Primulina longgangensis
Primulina longgangensis là một loài thực vật có hoa trong họ Tai voi (Gesneriaceae). Loài này có ở Quảng Tây (Trung Quốc); được W.T.Wang mô tả khoa học đầu tiên năm 1982 dưới danh pháp Chirita longgangensis. Năm 2011, Yan Liu & Yin Z.Wang chuyển nó sang chi Primulina. Cùng năm 2011, Mich.Möller & A.Weber chuyển Chirita longgangensis var. hongyao thành Primulina longgangensis var. hongyao.